# Them!
Them! (literalmente: ¡Ellas!; en España, La humanidad en peligro, en México y en Argentina, El mundo en peligro) es una película de ciencia ficción de 1954 dirigida por Gordon Douglas, que narra el enfrentamiento de la humanidad contra una raza mutante de hormigas gigantes.
Es considerada una obra maestra sobre el gigantismo animal de los años 1950, seguida por ¡Tarántula! (1955), y la primera en usar enormes insectos como monstruos cuyo origen es debido a irradiación nuclear. Destacan las primeras escenas en el desierto y su influencia en películas posteriores como Aliens (1986).

## Argumento
La película comienza cuando una avioneta y un coche patrulla con los agentes Peterson y Blackburn encuentran a una pequeña niña en estado de shock deambulando por el desierto cerca de Alamogordo. Después de avisar a una ambulancia, el sargento Peterson se dirige a investigar una caravana que se encuentra cerca del lugar del encuentro, pero descubre que todo está destrozado y que no hay señales de vida. De regreso, en una pequeña tienda rural encuentran al propietario muerto. Peterson deja a Blackburn vigilando. Al escuchar un extraño sonido pulsante en el exterior, sale a investigar. Se oyen gritos y disparos fuera del encuadre. Un par de días después llega Robert Graham, un agente del FBI, enviado por su institución para investigar el asunto.
La presencia de un extraño grupo de huellas en el lugar y el descubrimiento de una enorme cantidad de ácido fórmico en el cadáver justifican el interés de Harold y Pat Medford (Edmund Gwen y Joan Weldon), padre e hija entomólogos de Washington D. C. a los que el FBI envió las huellas. Por esta razón, ambos se dirigen al lugar para investigar lo ocurrido y se da la orden a Peterson y Robert de ayudarles en su indagación. Una vez llegan al lugar donde se encontró a la niña, son atacados por una hormiga gigante, a la que finalmente reconocen como responsable de lo sucedido. Con la ayuda de una metralleta pueden derrotarla y Harold Medford llega a la conclusión de que es una mutación causada por la detonación de la primera bomba atómica, que tuvo lugar allí nueve años antes.
Las autoridades entonces buscan y encuentran el nido. Allí atacan el nido de las hormigas con gas de cianuro y consiguen matarlas, pero dos jóvenes hormigas reinas dejaron antes el nido y lograron establecer más tarde nuevos hormigueros. Una de ellas se ubica en una plataforma marítima, que luego es hundida por los militares una vez se sabe de su existencia. La otra llega hasta Los Ángeles y se esconde en las alcantarillas debajo de la ciudad obligando a los militares a declarar la ley marcial y lanzar un ataque con tropas de infantería una vez localizado el nido, ya que no pueden utilizar gas de cianuro allí, ya que podría filtrarse a la superficie y causar numerosas bajas civiles entre la gente de la ciudad. Peterson muere rescatando a dos niños atrapados en el nido, mientras que los demás logran matar con dificultades a las hormigas mediante lanzallamas. 
Finalmente, la cámara de los huevos es encontrada y la hormiga reina destruida. Allí se descubren cuatro futuras hormigas reina y cuando se descubre que ninguna futura hormiga reina ha abandonado todavía la cámara de los huevos, los militares ordenan y ejecutan la destrucción de la cámara y de todo lo que hay en ella. La crisis está solucionada, pero, aun así, todos están preocupados y se preguntan qué nuevas catástrofes pueden esperarse debido a las muchas pruebas atómicas que ya se han llevado a cabo desde entonces.

## Reparto
- James Whitmore como el sargento Ben Peterson.
- Edmund Gwenn como el doctor Harold Medford.
- Joan Weldon como la doctora Pat Medford.
- James Arness como el agente del FBI Robert Graham.
- Onslow Stevens como el general O'Brien.
- Sean McClory como el alcalde Kibbee.
- Chris Draker como Ed Blackburn.
- Sandy Descher como la niña Ellinson.
- Mary Ann Hokanson como la señora Lodge.
- Don Shelton como el capitán Fred Edwards.
- Fess Parker como Alan Crotty.
- Olin Howlin como Jensen.
- Leonard Nimoy como oficial del ejército.[3]

## Producción
En un primer momento se había planeado que la película fuese filmada en color, pero dos días antes de comenzar el rodaje Warner Bros. se mostró insatisfecha con las pruebas de color y desistió de dicho propósito. Además, cuando se estaba planificando el proyecto se sugirió que la película fuera filmada en 3-D pero al igual que había sucedido con las pruebas de color, la cámara no funcionó como se esperaba y la idea fue desechada. Por esas razones, finalmente se rodó en blanco y negro. Aun así, el título de la película se imprimió en rojo y azul empalmando una sección en Eastmancolor sobre el fondo en blanco y negro para darle al comienzo de la película un efecto "dramático".
El cartel de la película muestra una hormiga gigante con amenazadores ojos de gato en lugar de los ojos compuestos normales de estos insectos. Los inquietantes sonidos que emiten las hormigas del film se obtuvieron mezclando el llamado de ranas arbóreas con los de varias especies de pájaros registradas en Indian Island, Georgia, el 11 de abril de 1947 por el Laboratorio de Ornitología de Cornell.

## Recepción
Them! está considerada como una de las mejores películas de ciencia ficción de los años cincuenta por lo bien que refleja el temor generalizado en la sociedad de esa época a las consecuencias de la era atómica. Además, ha inspirado narrativamente a directores como James Cameron, que la homenajeó en una de sus películas más famosas, Aliens, llegando al extremo de copiar secuencias enteras.

## Premios
| Premio                               | Resultado |
| ------------------------------------ | --------- |
| Óscar a los mejores efectos visuales | Nominado  |

## Curiosidades
- Un joven Leonard Nimoy tiene una pequeña participación como un sargento del ejército, pero no es mencionado en los créditos.
- En la película aparece Fess Parker, quien posteriormente encarnaría al pionero y colonizador estadounidense del siglo XIX Daniel Boone, en la serie de TV del mismo nombre y también, entre otras cosas, sería mundialmente conocido como el presentador y animador oficial durante varios años del certamen Miss Universo.
- En Suecia la película fue titulada Spindlarna, que significa Las arañas.
- El grito Wilhelm se escucha tres veces en la película. La primera vez lo oye el telegrafista en el barco infestado de hormigas. La segunda es cuando Peterson se ve atrapado por una hormiga. La tercera es cuando un soldado es herido durante el ataque en las alcantarillas.
- El efecto de sonido usado para los chillidos de las hormigas volvió a ser utilizado en la película The Ant Bully de 2006.
- Them! también aparece en Lilo & Stitch 2: Stitch Has a Glitch en la escena cuando toda la familia decide ver la película.